# Acoloithus
Acoloithus là một chi bướm đêm thuộc họ Zygaenidae.

## Các loài
- Acoloithus falsarius Clemens, 1860
- Acoloithus novaricus Barnes & McDunnough, 1913
- Acoloithus rectarius Dyar, 1898